# 1950-es magyar úszóbajnokság
Az 1950-es magyar úszóbajnokságot szeptemberben rendezték meg Budapesten.

## Eredmények

### Férfiak
| Versenyszám                                  | Arany                                                      | Arany      | Ezüst                                              | Ezüst   | Bronz                      | Bronz   |
| -------------------------------------------- | ---------------------------------------------------------- | ---------- | -------------------------------------------------- | ------- | -------------------------- | ------- |
| 100 m gyorsúszás szeptember 1.               | Kádas Géza Egri SZTK                                       | 57,6       | Szilárd Zoltán ÉDOSZ                               | 58,4    | Gyöngyösi László Bp. Előre | 1:00,0  |
| 200 m gyorsúszás szeptember 2.               | Nyéki Imre Bp. Honvéd                                      | 2:11,8     | Kádas Géza Egri SZTK                               | 2:12,6  | Csordás György ÉDOSZ       | 2:13,0  |
| 400 m gyorsúszás szeptember 3.               | Kádas Géza Egri SZTK                                       | 4:45,2 ocs | Csordás György ÉDOSZ                               | 4:47,8  | Nyéki Imre Bp. Honvéd      | 4:55,8  |
| 800 m gyorsúszás július 8.                   | Csordás György ÉDOSZ                                       | 10:08,2    | Nyéki Imre Bp. Honvéd                              | 10:17,6 | Kettesi Gusztáv ÉDOSz      | 10:22,0 |
| 1500 m gyorsúszás július 30.                 | Csordás György ÉDOSZ                                       | 19:44,2    | Nyéki Imre Bp. Honvéd                              | 20:11,6 | Kettesi Gusztáv ÉDOSZ      | 20:17,0 |
| 100 m hátúszás szeptember 3.                 | Gyöngyösi László Bp. Előre                                 | 1:10,4     | Szilárd Zoltán ÉDOSZ                               | 1:10,6  | Hevesi AVESZ Eger          | 1:14,8  |
| 200 m hátúszás július 1.                     | Szilárd Zoltán ÉDOSZ                                       | 2:38,4     | Nyéki Imre Bp. Honvéd                              | 2:38,6  | Gyöngyösi László Bp. Előre | 2:38,6  |
| 100 m mellúszás szeptember 2.                | Utassy Sándor Egri SZTK                                    | 1:17,4     | Aradi László Csepeli Vasas                         | 1:20,6  | Lukács Emil Bp. Előre      | 1:31,2  |
| 200 m mellúszás szeptember 1.                | Utassy Sándor Egri SZTK                                    | 2:47,6     | Aradi László Csepeli Vasas                         | 2:55,0  | Végvári László ÉDOSZ       | 2:55,6  |
| 100 m pillangóúszás szeptember 1.            | Tumpek György MÁVAG                                        | 1:09,8     | Németh Sándor Csepeli Vasas                        | 1:11,7  | Garai János Bp. Lokomotív  | 1:12,3  |
| 200 m pillangóúszás szeptember 2.            | Németh Sándor Csepeli Vasas                                | 2:43,4     | Tumpek György MÁVAG                                | 2:43,6  | Garai János Bp. Lokomotív  | 2:51,6  |
| 300 m vegyes úszás                           |                                                            |            |                                                    |         |                            |         |
| 100-200-200-100 m vegyes váltó augusztus 20. | ÉDOSZ Kettesi Gusztáv Végvári László Zsótér Szilárd Zoltán | 8:03,4     | Eger Válent Gyula Pók Pál Utassy Sándor Kádas Géza | 8:04,8  | Bp. Előre                  | 8:19,0  |

### Nők
| Versenyszám                       | Arany                     | Arany      | Ezüst                             | Ezüst  | Bronz                        | Bronz  |
| --------------------------------- | ------------------------- | ---------- | --------------------------------- | ------ | ---------------------------- | ------ |
| 100 m gyorsúszás szeptember 2.    | Székely Éva Bp. Lokomotív | 1:05,8 ocs | Temes Judit Bp. Előre             | 1:06,2 | Novák Ilona ÉDOSZ            | 1:11,4 |
| 200 m gyorsúszás július 2.        | Székely Éva Bp. Lokomotív | 2:36,4     | Gyenge Valéria Bp. Lokomotív      | 2:36,6 | Temes Judit Bp. Előre        | 2:37,2 |
| 400 m gyorsúszás szeptember 3.    | Székely Éva Bp. Lokomotív | 5:18,8     | Nagy Éva AVESZ Eger               | 5:42,4 | Novák Ilona ÉDOSZ            | 5:50,0 |
| 100 m hátúszás szeptember 1.      | Temes Judit Bp. Előre     | 1:16,8     | Novák Ilona ÉDOSZ                 | 1:18,0 | Nagy Éva AVESZ Eger          | 1:24,6 |
| 200 m hátúszás augusztus 6.       | Temes Judit Bp. Előre     | 2:49,0 ocs | Novák Ilona ÉDOSZ                 | 2:53,2 | Székely Éva Bp. Lokomotív    | 3:00,0 |
| 100 m mellúszás szeptember 1.     | Killermann Klára ÉDOSZ    | 1:23,2     | Novák Éva ÉDOSZ                   | 1:23,4 | Kiss Éva Bp. Dózsa           | 1:31,2 |
| 200 m mellúszás szeptember 3.     | Novák Éva ÉDOSZ           | 2:59,0     | Killermann Klára ÉDOSZ            | 3:00,0 | Kiss Éva Bp. Dózsa           | 3:15,6 |
| 100 m pillangóúszás szeptember 1. | Székely Éva Bp. Lokomotív | 1:19,2 ocs | Littomeritzky Mária Bp. Lokomotív | 1:22,2 | Killermann Klára ÉDOSZ       | 1:23,2 |
| 200 m pillangóúszás szeptember 2. | Székely Éva Bp. Lokomotív | 3:04,4     | Littomeritzky Mária Bp. Lokomotív | 3:11,6 | Barta Júlia Bp. Lokomotív    | 3:22,4 |
| 200 m vegyes úszás december 25.   | Novák Ilona ÉDOSZ         | 2:53,8     | Novák Éva ÉDOSZ                   | 2:55,0 | Gyenge Valéria Bp. Lokomotív | 2:57,4 |